# Hydriomena vernata
Hydriomena vernata är en fjärilsart som beskrevs av William Schaus 1912. Hydriomena vernata ingår i släktet Hydriomena och familjen mätare. Inga underarter finns listade i Catalogue of Life.